# Авиационная катастрофа

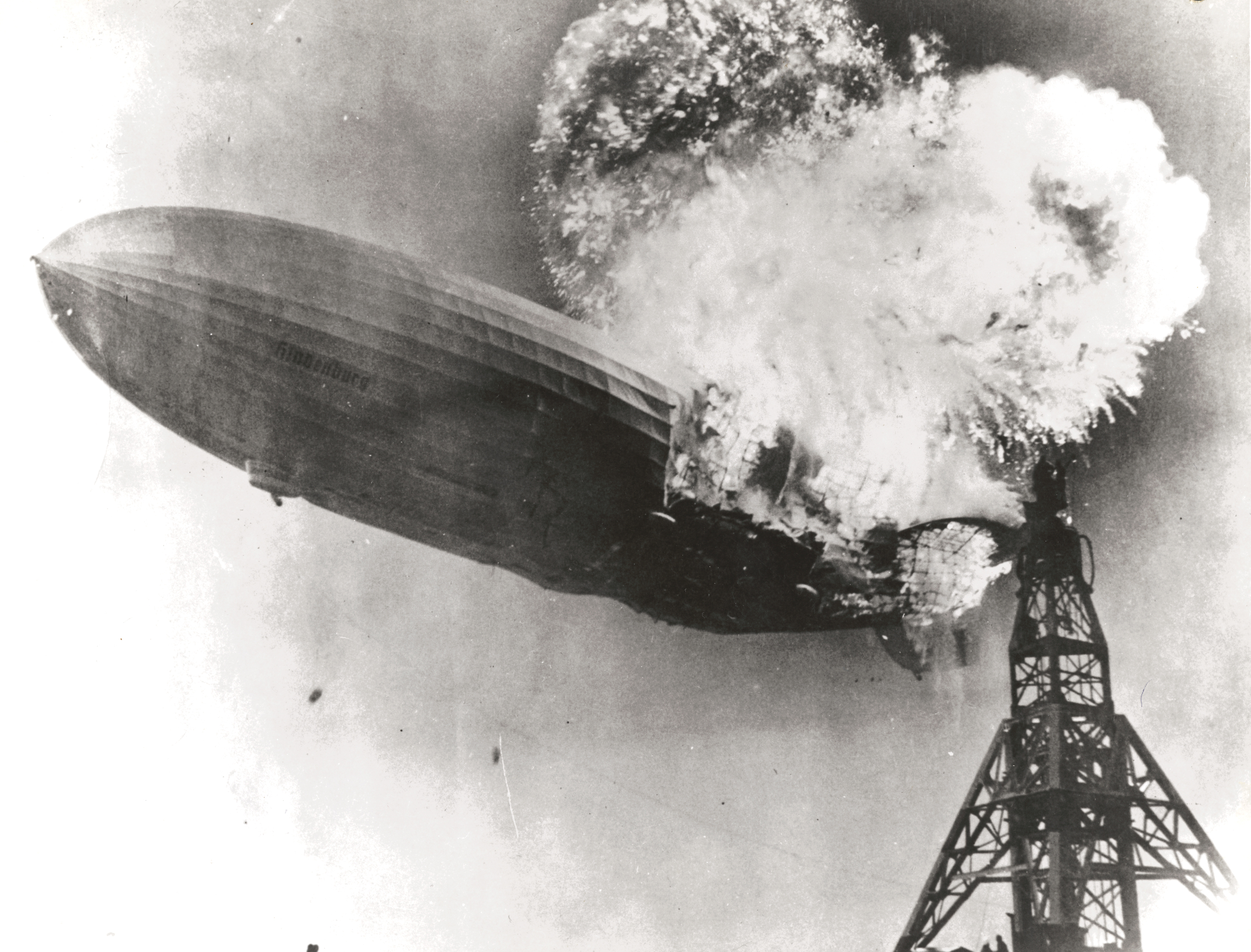
Крушение цеппелина «Гинденбург», одна из самых известных авиакатастроф XX века

Авиационное происшествие с человеческими жертвами (катастрофа) — авиационное происшествие, приведшее к гибели или пропаже без вести кого-либо из лиц, находящихся на борту воздушного судна (как пассажиров, так и членов экипажа). 
К катастрофам относятся также случаи гибели кого-либо из лиц, находившихся на борту, в процессе их аварийной эвакуации из воздушного судна. Синоним «катастрофа» используется в основном в СМИ и разговорной речи, в официальных документах чаще используется термин авиационное происшествие.

## История
Первые авиакатастрофы произошли практически сразу же после начала истории авиации, то есть ещё в конце XIX века. Как число самих авиапроисшествий, так и число их жертв было относительно невелико до начала массового применения самолётов в боевых действиях и в качестве гражданского транспорта. С развитием международных авиаперевозок сформировалась система учёта и классификации авиапроисшествий, началась выработка международных стандартов авиабезопасности.
С началом эры массовых авиаперевозок во второй половине 1940-х число авиакатастроф и количество жертв начали стремительно расти. Увеличение надёжности самолётов и повышение стандартов безопасности привели к снижению этих показателей в первой половине 1950-х годов. Однако начало реактивной эры и экспансия авиатранспорта в страны третьего мира привели к новому росту числа катастроф, который прекратился лишь к середине 1960-х. К этому времени на рынок были выведены новые, более надёжные реактивные лайнеры, налажена относительно безопасная работа авиации во всех странах мира.
Своего пика ежегодное число авиакатастроф достигло в середине 1970-х (наибольшее количество погибших пришлось на 1972 год). Связано это было как с ростом числа авиаперевозок, так и с увеличением средней вместимости авиалайнеров. Новым фактором снижения авиационной безопасности в 1970-е годы стал терроризм. После серии крупных авиакатастроф началось планомерное ужесточение стандартов контроля за состоянием воздушных судов, их обслуживанием, подготовкой экипажей и досмотром пассажиров. В результате среднее число погибших в авиакатастрофах к середине 1980-х сократилось более чем вдвое. В последующие полтора десятилетия, однако, оно снова выросло — от 1000 до 1500 человек ежегодно лишались жизни в результате авиакатастроф. Это было связано не столько с увеличением их числа, сколько с увеличением средней пассажировместимости авиалайнеров, массовым распространением широкофюзеляжных самолётов.
Статистика авиакатастроф в гражданской авиации за последние шесть десятилетий показывает тенденцию к понижению от пика в 616 катастроф с 15 689 погибших в 1970-е до чуть более 300 катастроф и немногим более 8000 погибших в 2000-е. Например, в 2010 году произошло 28 авиакатастроф, в которых погибло 828 человек.